# Кубок шотландської ліги з футболу 1999—2000
Кубок шотландської ліги 1999–2000 — 54-й розіграш Кубка шотландської ліги. Змагання проводиться за системою «плей-оф», де і визначають переможця. Переможцем став Селтік.

## Календар
| Раунд        | Дата                          | Матчі | Клуби   |
| ------------ | ----------------------------- | ----- | ------- |
| Перший раунд | 31 липня 1999                 | 12    | 40 → 28 |
| Другий раунд | 17-18 серпня 1999             | 12    | 28 → 16 |
| 1/8 фіналу   | 12-13 жовтня 1999             | 8     | 16 → 8  |
| 1/4 фіналу   | 1 грудня 1999 - 2 лютого 2000 | 4     | 8 → 4   |
| 1/2 фіналу   | 13-16 лютого 2000             | 2     | 4 → 2   |
| Фінал        | 19 березня 2000               | 1     | 2 → 1   |

## Перший раунд
| Команда 1           | Рахунок  | Команда 2                     |
| ------------------- | -------- | ----------------------------- |
| 31 липня 1999       |          |                               |
| Альбіон Роверз (4)  | 0:3 дч   | Клайд (3)                     |
| Бріхін Сіті (4)     | 0:2      | Дамбартон (4)                 |
| Клайдбанк (2)       | 1:2      | Іст Стерлінгшир (4)           |
| Ковденбіт (4)       | 0:2      | Лівінгстон (2)                |
| Іст Файф (4)        | 2:2 пен. | Стерлінг Альбіон (3)          |
| Монтроз (4)         | 1:2      | Гамільтон Академікал (3)      |
| Партік Тісл (3)     | 0:2      | Аллоа Атлетік (3)             |
| Квін оф зе Саут (3) | 1:0 дч   | Арброт (3)                    |
| Квінз Парк (4)      | 2:1      | Бервік Рейнджерс (4)          |
| Росс Каунті (3)     | 2:1 дч   | Форфар Атлетік (3)            |
| Стенхаузмур (3)     | 1:3      | Інвернесс Каледоніан Тісл (2) |
| Странрар (3)        | 0:1      | Рейт Роверз (2)               |

## Другий раунд
| Команда 1                     | Рахунок  | Команда 2                |
| ----------------------------- | -------- | ------------------------ |
| 17 серпня 1999                |          |                          |
| Грінок Мортон (2)             | 1:3      | Аллоа Атлетік (3)        |
| Інвернесс Каледоніан Тісл (2) | 2:0 дч   | Сент-Міррен (2)          |
| Іст Файф (4)                  | 2:2 пен. | Ейрдріоніанс (2)         |
| Данді                         | 4:0      | Дамбартон (4)            |
| Клайд (3)                     | 2:2 пен. | Гіберніан                |
| Ейр Юнайтед (2)               | 2:1      | Гамільтон Академікал (3) |
| Абердин                       | 1:0      | Лівінгстон (2)           |
| 18 серпня 1999                |          |                          |
| Рейт Роверз (2)               | 2:2 пен. | Мотервелл                |
| Квін оф зе Саут (3)           | 1:3      | Гарт оф Мідлотіан        |
| Іст Стерлінгшир (4)           | 0:2 дч   | Фолкерк (2)              |
| Данфермлін Атлетік (2)        | 4:0      | Квінз Парк (4)           |
| Данді Юнайтед                 | 3:1 дч   | Росс Каунті (3)          |

## 1/8 фіналу
| Команда 1                     | Рахунок  | Команда 2              |
| ----------------------------- | -------- | ---------------------- |
| 12 жовтня 1999                |          |                        |
| Сент-Джонстон                 | 1:2      | Данді Юнайтед          |
| Рейнджерс                     | 1:0      | Данфермлін Атлетік (2) |
| Кілмарнок                     | 3:2      | Гіберніан              |
| Інвернесс Каледоніан Тісл (2) | 0:1      | Мотервелл              |
| Іст Файф (4)                  | 0:2      | Гарт оф Мідлотіан      |
| Аллоа Атлетік (3)             | 1:3      | Данді                  |
| Абердин                       | 1:1 пен. | Фолкерк (2)            |
| 13 жовтня 1999                |          |                        |
| Ейр Юнайтед (2)               | 0:4      | Селтік                 |

## 1/4 фіналу
| Команда 1     | Рахунок | Команда 2         |
| ------------- | ------- | ----------------- |
| 1 грудня 1999 |         |                   |
| Данді Юнайтед | 3:2     | Мотервелл         |
| Абердин       | 1:0 дч  | Рейнджерс         |
| Селтік        | 1:0     | Данді             |
| 2 лютого 2000 |         |                   |
| Кілмарнок     | 1:0     | Гарт оф Мідлотіан |

## 1/2 фіналу
| Команда 1      | Рахунок | Команда 2     |
| -------------- | ------- | ------------- |
| 13 лютого 2000 |         |               |
| Абердин        | 1:0     | Данді Юнайтед |
| 16 лютого 2000 |         |               |
| Селтік         | 1:0     | Кілмарнок     |

## Фінал
| 19 березня 2000 |

| Абердин | 0:2      | Селтік                |
| ------- | -------- | --------------------- |
|         | Протокол | Рісет 15' Джонсон 58' |

| Гемпден-Парк, Глазго Глядачів: 50 073 Арбітр: Кенні Кларк |